# Portentomorpha xanthialis
Portentomorpha xanthialis là một loài bướm đêm trong họ Crambidae. Chúng là loài duy nhất trong chi Portentomorpha, thường được tìm thấy ở các vùng từ Texas đến Louisiana và Florida, West Indies (mở rộng cả Cuba, Puerto Rico) và từ Mexico đến Bolivia (mở rộng đến Colombia và Ecuador).